# 대한민국 보건복지부 장관
보건복지부 장관(保健福祉部 長官)은 보건복지부를 대표하는 직위로, 국무위원으로 보한다.

## 임명
- 국무위원 중에서 국무총리의 제청으로 대통령이 임명하며, 국무총리는 해임을 건의할 수 있다.
- 국회는 임명에 대한 인사청문회를 실시한다.

## 역할
- (정부조직법 제7조제1항) 각 행정기관의 장은 소관사무를 통할하고 소속공무원을 지휘·감독한다.
- (정부조직법 제38조제1항) 보건복지부장관은 보건위생·방역·의정(醫政)·약정(藥政)·생활보호·자활지원·사회보장·아동(영·유아 보육을 포함한다)·노인 및 장애인에 관한 사무를 관장한다.

## 역대 장관

### 사회부 장관
| 정부      | 대수 | 이름           | 임기                              | 비고                                                          |
| --------- | ---- | -------------- | --------------------------------- | ------------------------------------------------------------- |
| 제1공화국 | 초대 | 전진한(錢鎭漢) | 1948년 8월 1일~1948년 12월 24일   |                                                               |
| 제1공화국 | 2대  | 이윤영(李允榮) | 1948년 12월 24일~1950년 11월 23일 |                                                               |
| 제1공화국 | 3대  | 허정(許政)     | 1950년 11월 23일~1952년 1월 12일  | 이승만 대통령 사임 이후 두 차례 권한대행을 역임 국무총리 역임 |
| 제1공화국 | 4대  | 최창순(崔昌順) | 1952년 1월 12일~1952년 10월 9일   |                                                               |
| 제1공화국 | 5대  | 박술음(朴術音) | 1952년 10월 9일~1955년 2월 16일   |                                                               |

### 보건부 장관
| 정부      | 대수 | 이름           | 임기                            | 비고 |
| --------- | ---- | -------------- | ------------------------------- | ---- |
| 제1공화국 | 초대 | 구영숙(具永淑) | 1948년 6월 4일~1950년 11월 26일 |      |
| 제1공화국 | 2대  | 오한영(吳漢泳) | 1950년 11월 26일~1952년 2월 5일 |      |
| 제1공화국 | 3대  | 최재유(崔在裕) | 1952년 2월 5일~1955년 2월 16일  |      |

### 보건사회부 장관
| 정부        | 대수           | 이름                              | 임기                              | 비고 |
| ----------- | -------------- | --------------------------------- | --------------------------------- | ---- |
| 제1공화국   | 초대           | 최재유(崔在裕)                    | 1955년 2월 17일~1956년 5월 26일   |      |
| 제1공화국   | 2대            | 정준모(鄭準謨)                    | 1956년 5월 26일~1957년 6월 17일   |      |
| 제1공화국   | 3대            | 손창환(孫昌煥)                    | 1957년 6월 17일~1960년 4월 28일   |      |
| 제1공화국   | 4대            | 김성진(金晟鎭)                    | 1960년 4월 28일~1960년 8월 19일   |      |
| 제2공화국   | 5대            | 신현돈(申鉉燉)                    | 1960년 8월 23일~1960년 9월 12일   |      |
| 제2공화국   | 6대            | 나용균(羅容均)                    | 1960년 9월 12일~1961년 1월 29일   |      |
| 제2공화국   | 7대            | 김판술(金判述)                    | 1961년 1월 30일~1961년 5월 18일   |      |
| 제2공화국   | 8대            | 장덕승(張德昇)                    | 1961년 5월 20일~1961년 7월 6일    |      |
| 제2공화국   | 9대            | 정희섭(鄭熙燮)                    | 1961년 7월 7일~1963년 12월 16일   |      |
| 제3공화국   | 10대           | 박주병(朴柱秉)                    | 1963년 12월 17일~1964년 5월 11일  |      |
| 제3공화국   | 11대           | 오원선(吳元善)                    | 1964년 5월 11일~1966년 4월 15일   |      |
| 제3공화국   | 12대           | 정희섭(鄭熙燮)                    | 1966년 1월 15일~1969년 10월 21일  |      |
| 제3공화국   | 13대           | 김태동(金泰東)                    | 1969년 10월 21일~1971년 6월 4일   |      |
| 제3공화국   | 14대           | 이경호(李坰鎬)                    | 1971년 6월 4일~1973년 12월 3일    |      |
| 제4공화국   | 14대           | 이경호(李坰鎬)                    | 1971년 6월 4일~1973년 12월 3일    |      |
| 15대        | 고재필(高在珌) | 1973년 12월 3일~1975년 12월 9일   |                                   |      |
| 16대        | 신현확(申鉉碻) | 1975년 12월 9일~1978년 12월 22일  | 국무총리 역임                     |      |
| 17대        | 홍성철(洪性澈) | 1978년 12월 22일~1979년 12월 14일 |                                   |      |
| 18대        | 진의종(陳懿鍾) | 1979년 12월 14일~1980년 9월 2일   | 국무총리 역임                     |      |
| 19대        | 천명기(千命基) | 1980년 9월 2일~1982년 5월 21일    |                                   |      |
| 19대        | 천명기(千命基) | 1980년 9월 2일~1982년 5월 21일    | 제5공화국                         |      |
| 20대        | 김정례(金正禮) | 1982년 5월 21일~1985년 2월 19일   |                                   |      |
| 21대        | 이해원(李海元) | 1985년 2월 19일~1988년 2월 25일   |                                   |      |
| 노태우 정부 | 22대           | 권이혁(權彛赫)                    | 1988년 2월 25일~1988년 12월 5일   |      |
| 노태우 정부 | 23대           | 문태준(文太俊)                    | 1988년 12월 5일~1989년 7월 19일   |      |
| 노태우 정부 | 24대           | 김종인(金鍾仁)                    | 1989년 7월 19일~1990년 3월 19일   |      |
| 노태우 정부 | 25대           | 김정수(金正秀)                    | 1990년 3월 19일~1991년 5월 26일   |      |
| 노태우 정부 | 26대           | 안필준(安弼濬)                    | 1991년 5월 27일~1993년 2월 25일   |      |
| 김영삼 정부 | 27대           | 박양실(朴孃實)                    | 1993년 2월 25일~1993년 3월 7일    |      |
| 김영삼 정부 | 28대           | 송정숙(宋貞淑)                    | 1993년 3월 8일~1993년 12월 21일   |      |
| 김영삼 정부 | 29대           | 서상목(徐相穆)                    | 1993년 12월 22일~1994년 12월 22일 |      |

### 보건복지부 장관
| 정부        | 대수 | 이름           | 임기                             | 비고                 |
| ----------- | ---- | -------------- | -------------------------------- | -------------------- |
| 김영삼 정부 | 29대 | 서상목(徐相穆) | 1994년 12월 23일~1995년 5월 15일 |                      |
| 김영삼 정부 | 30대 | 이성호(李聖浩) | 1995년 5월 16일~1995년 12월 20일 |                      |
| 김영삼 정부 | 31대 | 김양배(金良培) | 1995년 12월 21일~1996년 8월 7일  |                      |
| 김영삼 정부 | 32대 | 이성호(李聖浩) | 1996년 8월 8일~1996년 11월 12일  |                      |
| 김영삼 정부 | 33대 | 손학규(孫鶴圭) | 1996년 11월 13일~1997년 8월 5일  | 도지사&국회의원 겸임 |
| 김영삼 정부 | 34대 | 최광(崔洸)     | 1997년 8월 6일~1998년 3월 2일    |                      |
| 김대중 정부 | 35대 | 주양자(朱良子) | 1998년 3월 3일~1998년 4월 30일   |                      |
| 김대중 정부 | 36대 | 김모임(金慕妊) | 1998년 5월 1일~1999년 5월 23일   |                      |
| 김대중 정부 | 37대 | 차흥봉(車興奉) | 1999년 5월 24일~2000년 8월 6일   |                      |
| 김대중 정부 | 38대 | 최선정(崔善政) | 2000년 8월 7일~2001년 3월 22일   |                      |
| 김대중 정부 | 39대 | 김원길(金元吉) | 2001년 3월 23일~2002년 1월 29일  |                      |
| 김대중 정부 | 40대 | 이태복(李泰馥) | 2002년 1월 29일~2002년 7월 11일  |                      |
| 김대중 정부 | 41대 | 김성호(金成豪) | 2002년 7월 11일~2003년 2월 27일  |                      |
| 노무현 정부 | 42대 | 김화중(金花中) | 2003년 2월 27일~2004년 7월 1일   |                      |
| 노무현 정부 | 43대 | 김근태(金槿泰) | 2004년 7월 1일~2006년 2월 10일   |                      |
| 노무현 정부 | 44대 | 유시민(柳時敏) | 2006년 2월 10일~2007년 5월 22일  | 국회의원 겸임        |
| 노무현 정부 | 45대 | 변재진(卞在進) | 2007년 5월 22일~ 2008년 2월 29일 |                      |

### 보건복지가족부 장관
| 정부        | 대수 | 이름           | 임기                           | 비고 |
| ----------- | ---- | -------------- | ------------------------------ | ---- |
| 이명박 정부 | 46대 | 김성이(金聖二) | 2008년 3월 13일~2008년 8월 5일 |      |
| 이명박 정부 | 47대 | 전재희(全在姬) | 2008년 8월 6일~2010년 3월 18일 |      |

### 보건복지부 장관
| 정부        | 대수 | 이름           | 임기                             | 비고              |
| ----------- | ---- | -------------- | -------------------------------- | ----------------- |
| 이명박 정부 | 47대 | 전재희(全在姬) | 2010년 3월 19일~2010년 8월 29일  | 국회의원 겸임     |
| 이명박 정부 | 48대 | 진수희(陳壽姬) | 2010년 8월 30일~2011년 9월 15일  | 국회의원 겸임     |
| 이명박 정부 | 49대 | 임채민(林采民) | 2011년 9월 16일~2013년 3월 11일  |                   |
| 박근혜 정부 | 50대 | 진영(陳永)     | 2013년 3월 11일~2013년 9월 30일  | 국회의원 겸임     |
| 박근혜 정부 | -    | 이영찬(李永燦) | 2013년 9월 30일~2013년 12월 2일  | 직무대행          |
| 박근혜 정부 | 51대 | 문형표(文亨杓) | 2013년 12월 2일~2015년 8월 26일  |                   |
| 박근혜 정부 | 52대 | 정진엽(鄭鎭燁) | 2015년 8월 27일~2017년 7월 21일  |                   |
| 문재인 정부 | 53대 | 박능후(朴凌厚) | 2017년 7월 22일~2020년 12월 23일 |                   |
| 문재인 정부 | 54대 | 권덕철(權德喆) | 2020년 12월 24일~2022년 5월 25일 |                   |
| 윤석열 정부 | -    | 조규홍(曺圭鴻) | 2022년 5월 26일~2022년 10월 4일  | 직무대행          |
| 윤석열 정부 | 55대 | 조규홍(曺圭鴻) | 2022년 10월 4일~2025년 7월 21일  |                   |
| 이재명 정부 | 56대 | 정은경(鄭銀敬) | 2025년 7월 22일~                 | 질병관리청장 겸임 |

## 같이 보기
- 보건복지부
- 보건복지부 차관